# Swisher (Iowa)
Swisher è un comune degli Stati Uniti d'America, situato nello Stato dell'Iowa, nella contea di Johnson.